# 중간 화석
중간단계 화석(과도기 화석)이란, 생물이 원래의 종에서 다른 종으로 분화 혹은 진화할 때의 중간 과정이나 과도기적 모습을 뚜렷하게 보여주는 화석을 말한다. 
중간 화석은 조상 그룹과 파생된 후손 그룹 모두에 공통적인 특성을 나타내는 생명체의 화석화된 잔해이다. 이는 후손 그룹이 조상 그룹과 전체 해부학적 구조 및 생활 방식에 의해 뚜렷하게 구분되는 경우에 특히 중요하다. 이 화석은 분류학적인 구분이 변이의 연속체에 뒤늦게 알게 된 인간의 구성물이라는 사실을 상기시켜준다. 화석 기록이 불완전하기 때문에 일반적으로 중간 화석이 분기 지점에 얼마나 근접해 있는지 정확히 알 수 있는 방법이 없다. 따라서 중간 화석이 그러한 조상의 모델로 자주 사용되기는 하지만 더 최근 그룹의 직접적인 조상이라고 가정할 수는 없다.
1859년 찰스 다윈의 종의 기원이 처음 출판되었을 때 화석 기록은 잘 알려지지 않았다. 다윈은 중간 화석이 부족하다고 인식되는 것을 "나의 이론에 대해 촉구할 수 있는 가장 명백하고 중대한 반대"라고 설명했지만, 지질학적 기록의 극도로 불완전한 것과 관련하여 설명했다. 그는 당시 이용 가능한 제한된 수집품에 주목했지만 이용 가능한 정보는 자연 선택을 통한 변형과 함께 자신의 혈통 이론을 따르는 패턴을 보여주는 것으로 설명했다. 실제로 시조새는 불과 2년 후인 1861년에 발견되었으며 이전의 비조류 공룡과 조류 사이의 고전적인 과도기적 형태를 나타낸다. 그 이후로 더 많은 중간 화석이 발견되었으며, 현재 많은 중간 화석을 포함하여 모든 종류의 척추동물이 어떻게 관련되어 있는지에 대한 풍부한 증거가 있다.
미싱 링크(missing link, 멸실환)라는 용어는 인간 진화에 관한 대중적인 글에서 호미니드 진화 기록에서 인지된 격차를 언급하기 위해 광범위하게 사용되었다. 새로운 중간 화석 발견물을 가리키는 데 가장 일반적으로 사용된다. 그러나 과학자들은 이 용어를 사용하지 않는다. 자연에 대한 진화 이전의 관점을 의미하기 때문이다.

## 같이 보기
- 공통 조상의 증거
- 종분화